# Joely Richardson
Joely Kim Richardson (Marylebone, London, Egyesült Királyság, 1965. január 9.) angol színésznő, a Richardson–Redgrave színészklán tagja.
Főként az Egyesült Államokban dolgozik. Ismert többek között a 101 kiskutya (1996) és A királyné nyakéke (2011) című filmekben nyújtott alakításairól, valamint a Tudorok című televíziós sorozatból.

## Fiatalkora és családja
Kiterjedt angol színészcsaládban született, rokonai a brit színészvilág krémjéhez tartozó Richardson–Redgrave klán tagjai. Édesapja Tony Richardson színész, édesanyja Vanessa Redgrave színésznő. Nővére volt a balesetben meghalt Natasha Richardson (1963–2009). Anyai nagyszülei Sir Michael Redgrave és Rachel Kempson. Anyai ágon Lynn Redgrave és Corin Redgrave unokahúga, Jemma Redgrave unokanővére. Sógora Liam Neeson, Joely húgának, Natasha Richardsonnak özvegye, unokaöccsei Micheál és Daniel Neeson.
Már 1968-ban, 3 évesen statisztált az apja, Tony Richardson által rendezett A könnyűlovasság támadása című történelmi filmben, anyja, Vanessa Redgrave mellett, David Hemmings, Trevor Howard és John Gielgud társaságában.
Joely és nővére, Natasha a hammersmith-i St Paul’s leányiskolába jártak. 
Tizennégy évesen Joely a floridai Tampába került, a bentlakásos Harry Hopman Tennis School-ba. 1983-ban a kaliforniai Ojaiban, a Thacher School-ban érettségizett, majd visszatért Londonba, a Royal Academy of Dramatic Art színiakadémiára.

## Pályafutása
1984-ben debütált, ismét egy apja által rendezett filmben, a The Hotel New Hampshire-ben, mint kis pincérnő. 1985-ben megjelent David Hare Wetherby című filmjének egyik mellékszerepében (ifjú Jean Travers), főszereplő anyja, Vanessa Redgrave mellett. Mellékszerepek sora következett, így pl. 1991-ben „Anna finn hercegnőé”, a Ne folytassa, felség! amerikai filmvígjátékban.
1996-ben a Disney Studios felfedezte, és főszerepet kapott a 101 kiskutya c. családi filmben. 2000-ben játszott Mel Gibson mellett A hazafi c. kalandfilmben, Charlotte Seltonként, és 2001-ben A királyné nyakéke c. történelmi drámában, itt Marie Antoinette királynét formálta meg.
2003-ban szerepet kapott a Kés/Alatt című drámasorozatban, mint a Dylan Walsh által megformált főorvos felesége. A negyedik évad végén elhagyta a sorozatot, leányának betegsége miatt. Daisy felgyógyulása után, 2007-ben az ötödik évadra Joely visszatért és további 15 részben vitte tovább a szerepet.
A Tudorok című brit történelmi televíziós sorozat negyedik (2010-es) évadjában Parr Katalin királyné szerepét kapta, a történelmi személynek erősen idealizált külsőt kölcsönözve. 2011-ben Roland Emmerich rendező Anonymus című fikciós drámájában az ifjú I. Erzsébet angol királynőt formálta meg, ugyanitt az idős királynőt saját anyja, Vanessa Redgrave alakította.
2018-ban Joely Richardsont meghívták a kaliforniai Filmművészeti és Filmtudományi Akadémia (Academy of Motion Picture Arts and Sciences, AMPAS) díjosztó testületébe, amely dönt az évenkénti Oscar-díjak odaítéléséről.

## Magánélete
Az 1980-as évek végén a 24 éves Joely Richardson viszonyba került a nála jóval idősebb Archie Stirling (1941) skót színházi producerrel, egykori katonatiszttel, Diana Rigg (1938–2020) férjével. A viszony tönkretette a házasságot, Stirling és Rigg 1990-ben elváltak.
1992-ben feleségül ment Tim Bevan (1957) új-zélandi producerhez. 1992 márciusában megszületett leányuk, Daisy Bevan, aki később szintén színésznő lett. A szülők 2001-ben elváltak.

## Filmográfia

### Film
| Év   | Magyar cím                     | Eredeti cím                              | Szerep                              | Magyar hang        |
| ---- | ------------------------------ | ---------------------------------------- | ----------------------------------- | ------------------ |
| 1968 | A könnyűlovasság támadása      | The Charge of the Light Brigade          | statiszta (stáblistán nem szerepel) |                    |
| 1984 |                                | The Hotel New Hampshire                  | pincérlány                          |                    |
| 1984 | A bostoniak                    | The Bostonians                           | statiszta (stáblistán nem szerepel) |                    |
| 1985 |                                | Wetherby                                 | Jean Travers fiatalon               |                    |
| 1987 |                                | Body Contact                             | Dominique                           |                    |
| 1988 | Számokba fojtva                | Drowning by Numbers                      | Cissie Colpitts 3                   |                    |
| 1989 |                                | A proposito di quella strana ragazza     | Giovanna Serafin (Maria)            |                    |
| 1991 | Ne folytassa, felség!          | King Ralph                               | Anna hercegnő                       | Várhegyi Teréz     |
| 1992 | Rebecca lányai                 | Rebecca's Daughters                      | Rhiannon                            | Farkasinszky Edit  |
| 1992 | Felhők közül a nap             | Shining Through                          | Margrete Von Eberstein              | Szalay Kriszta     |
| 1994 | Nővérem, nővérem               | Sister My Sister                         | Christine Papin                     | Csere Ágnes        |
| 1994 | Bármit megteszek               | I'll Do Anything                         | Cathy Breslow                       | Juhász Judit       |
| 1996 | Loch Ness                      | Loch Ness                                | Laura McFetridge                    | Kisfalvi Krisztina |
| 1996 | 101 kiskutya                   | 101 Dalmatians                           | Anita Campbell-Green-Dearly         | Györgyi Anna       |
| 1996 | Higgy nekem                    | Hollow Reed                              | Hannah Wyatt                        |                    |
| 1997 | Halálhajó                      | Event Horizon                            | Starck hadnagy                      | Náray Erika        |
| 1998 |                                | Under Heaven                             | Eleanor Dunston                     |                    |
| 1998 |                                | Wrestling with Alligators                | Claire                              |                    |
| 1998 |                                | The Tribe                                | Emily                               |                    |
| 2000 | Papás-mamás                    | Maybe Baby                               | Lucy Bell                           | Orosz Anna         |
| 2000 | Szívedbe zárva                 | Return to Me                             | Elizabeth Rueland                   | Balázsovits Edit   |
| 2000 | Szívedbe zárva                 | Return to Me                             | Elizabeth Rueland                   | Kökényessy Ági     |
| 2000 | A hazafi                       | The Patriot                              | Charlotte Selton                    | Gubás Gabi         |
| 2001 | A királyné nyakéke             | The Affair of the Necklace               | Mária Antónia királyné              | Tóth Auguszta      |
| 2004 | A láz                          | The Fever                                | harmincas nő                        |                    |
| 2007 | Az utolsó Mimic                | The Last Mimzy                           | Jo Wilder                           |                    |
| 2007 | Egy varázslatos karácsony      | The Christmas Miracle of Jonathan Toomey | Susan McDowel                       | Kisfalvi Krisztina |
| 2011 | Anonymus                       | Anonymous                                | I. Erzsébet fiatalon                | Németh Kriszta     |
| 2011 | A tetovált lány                | The Girl with the Dragon Tattoo          | Anita Vanger / Harriet Vanger       | Pápai Erika        |
| 2012 | A gyilkos médium               | Red Lights                               | Monica Hansen                       | Spilák Klára       |
| 2012 | Vágyak szerelmesei             | Thanks for Sharing                       | Katie                               | Spilák Klára       |
| 2013 | Paganini – Az ördög hegedűse   | The Devil's Violinist                    | Ethel Langham                       | Spilák Klára       |
| 2014 | Vámpírakadémia                 | Vampire Academy                          | Tatiana Ivashkov királynő           | Spilák Klára       |
| 2014 | Végtelen szerelem              | Endless Love                             | Ann Butterfield                     | Tóth Enikő         |
| 2015 | Papa – Hemingway Kubában       | Papa: Hemingway in Cuba                  | Mary Hemingway                      |                    |
| 2015 | Maggie – Az átalakulás         | Maggie                                   | Caroline Vogel                      | Orosz Anna         |
| 2016 | Snowden                        | Snowden                                  | Janine Gibson                       | Orosz Anna         |
| 2016 | Kitaszítva                     | Fallen                                   | Sophia Bliss                        |                    |
| 2017 | Hatton Garden – Az utolsó meló | The Hatton Garden Job                    | Erzsébet Zsoldos                    | Spilák Klára       |
| 2017 |                                | The Time of Their Lives                  | Lucy                                |                    |
| 2018 | Vörös veréb                    | Red Sparrow                              | Nina                                | Tóth Enikő         |
| 2018 | Sötétségben                    | In Darkness                              | Alix                                | Bertalan Ágnes     |
| 2018 |                                | The Aspern Papers                        | Miss Tina                           |                    |
| 2018 |                                | Surviving Christmas with the Relatives   | Lyla                                |                    |
| 2019 |                                | Color Out of Space                       | Theresa                             |                    |
| 2020 | A fordulat                     | The Turning                              | Darla                               |                    |
| 2022 |                                | The Lost Girls                           | Jane                                |                    |
| 2022 | Lady Chatterley szeretője      | Lady Chatterley's Lover                  | Mrs. Bolton                         | Spilák Klára       |
| 2023 |                                | Little Bone Lodge                        | Mama                                |                    |

### Televízió
| Év        | Magyar cím                             | Eredeti cím                        | Szerep                | Megjegyzések                                             |
| --------- | -------------------------------------- | ---------------------------------- | --------------------- | -------------------------------------------------------- |
| 1987      | A mesemondó                            | The StoryTeller                    | hercegnő              | - 1 epizód - magyar hangja: - Kökényessy Ági             |
| 1989      |                                        | Behaving Badly                     | Serafina              | minisorozat (4 epizód)                                   |
| 1989      | Agatha Christie: Poirot                | Agatha Christie's Poirot           | Joanna Farley         | - 1 epizód - magyar hangja: - Kökényessy Ági             |
| 1991      |                                        | Screen Two                         | Janetta Wheatland     | 1 epizód                                                 |
| 1993      | Lady Chatterley szeretője              | Lady Chatterley                    | Lady Chatterley       | - minisorozat (4 epizód) - magyar hangja: - Kováts Adél  |
| 2003–2010 | Kés/Alatt                              | Nip/Tuck                           | Julia McNamara        | főszereplő (72 epizód)                                   |
| 2003      | A múlt angyala                         | Fallen Angel                       | Katherine Wentworth   | - tévéfilm - magyar hangja: - Spilák Klára               |
| 2005      | Anyám hazugságai                       | Lies My Mother Told Me             | Laren Sims            | - tévéfilm - magyar hangja: - Bertalan Ágnes             |
| 2005      | Wallis és Edward                       | Wallis & Edward                    | Wallis Simpson        | tévéfilm                                                 |
| 2006      | Gyilkos kór: Madárinfluenza Amerikában | Fatal Contact: Bird Flu in America | Dr. Iris Varnack      | tévéfilm                                                 |
| 2007      | Fagypont                               | Freezing                           | Rachel                | 1 epizód                                                 |
| 2009      | A triffidek napja                      | The Day of the Triffids            | Jo Playton            | - minisorozat (2 epizód) - magyar hangja: - Spilák Klára |
| 2010      | Tudorok                                | The Tudors                         | Parr Katalin királyné | főszereplő 4. évad (5 epizód)                            |
| 2012      |                                        | Titanic: Blood and Steel           | Constance Markievicz  | minisorozat (1 epizód)                                   |
| 2017      |                                        | Emerald City                       | Glinda                | főszereplő (7 epizód)                                    |
| 2019      |                                        | The Rook                           | Lady Farrier          | főszereplő minisorozat (8 epizód)                        |
| 2020      | Karácsonyi randi apunak                | My Dad’s Christmas Date            | Sarah                 | - tévéfilm - magyar hangja: - Ősi Ildikó                 |
| 2020–2022 | Feketelista                            | The Blacklist                      | Cassandra Bianchi     | 2 epizód                                                 |
| 2022      | Sandman: Az álmok fejedelme            | The Sandman                        | Ethel Cripps          | - 11 epizód - magyar hangja: - Spilák Klára              |
| 2022      |                                        | Suspect                            | Jackie Sowden         | 8 epizód                                                 |
| 2024      | Úriemberek                             | The Gentlemen                      | Lady Sabrina Halstead | - 8 epizód - magyar hangja: - Für Anikó                  |
| 2024      | Lázadó Nell                            | Renegade Nell                      | Lady Moggerhanger     | 4 epizód                                                 |
| 2024      | Egy nap                                | One Day                            | Helen Cope            | minisorozat (1 epizód)                                   |

## További információ
- Joely Richardson a PORT.hu-n (magyarul)
- Joely Richardson az Internetes Szinkronadatbázisban (magyarul)
- Joely Richardson az Internet Movie Database-ben (angolul)
- Joely Richardson a Rotten Tomatoeson (angolul)
- Joely Richardson az AlloCiné weboldalán (franciául)
- Joely Richardson Profile. Famousfix.com. (Hozzáférés: 2023. január 18.)